# Енвер Аливодић
Енвер Аливодић (Нови Пазар, 27. децембар 1984) је бивши српски фудбалер. Играо је на позицији офанзивног везног играча.

## Клупска каријера
Прошао је млађе категорије Новог Пазара, а за први тим је дебитовао у сезони 2000/01, на гостовању ЗСК-у из Ваљева. Након дебија и добрих партија у другом рангу такмичења, са 18 година позајмљен је Радничком из Ниша, али се након полусезоне вратио у матични клуб, тада у српсколигашкој конкуренцији. Те године је изборен повратак у други ранг, а након још једне године у тој лиги, прешао је у београдски Чукарички.
Током три године на Бановом брду (2004–07) био је стандардан играч, да би се током лета 2007. вратио Новом Пазару. Након годину и по дана је прешао у БСК Борчу, клуб са којим је те године изборио пласман у Суперлигу. Након две суперлигашке године и одличних игара (постигао и хет трик против Инђије у сезони 2010/11) пронашао је инострани ангажман, од лета 2011. играо је за кипарски Еносис Неон Паралимни.
У лето 2012. враћа се по трећи пут у Нови Пазар. Добрим партијама у јесењем делу сезоне привукао је пажњу многих клубова, а у јануару 2013. потписао је за новосадску Војводину, са којом осваја Куп Србије те сезоне.
Две сезоне наступао за Њукасл Џетсе (2014–16), да би се након авантуре у Аустралији, вратио у Суперлигу Србије и по четврти пут обукао дрес Новог Пазара. Крајем јануара 2017. договорио се о сарадњи с крушевачким Напретком. У августу 2019. се вратио у Нови Пазар. Одиграо је у дресу Новог Пазара сезону 2019/20. у Првој лиги Србије, након чега је завршио играчку каријеру.

## Репрезентација
За репрезентацију Србије дебитовао је 29. јануара 2017. у пријатељском мечу против Сједињених Америчких Држава (0:0) у Сан Дијегу.
У том тренутку Аливодић је имао 32 године, 1 месец и два дана, па је тако постао најстарији фудбалер који је као дебитант обукао дрес Србије, надмашивши Весељка Тривуновића, који је 17. новембра 2010. на пријатељском сусрету против Бугарске (1:0) у Софији имао 30 година, 10 месеци и четири дана.